# Elektrodenkessel

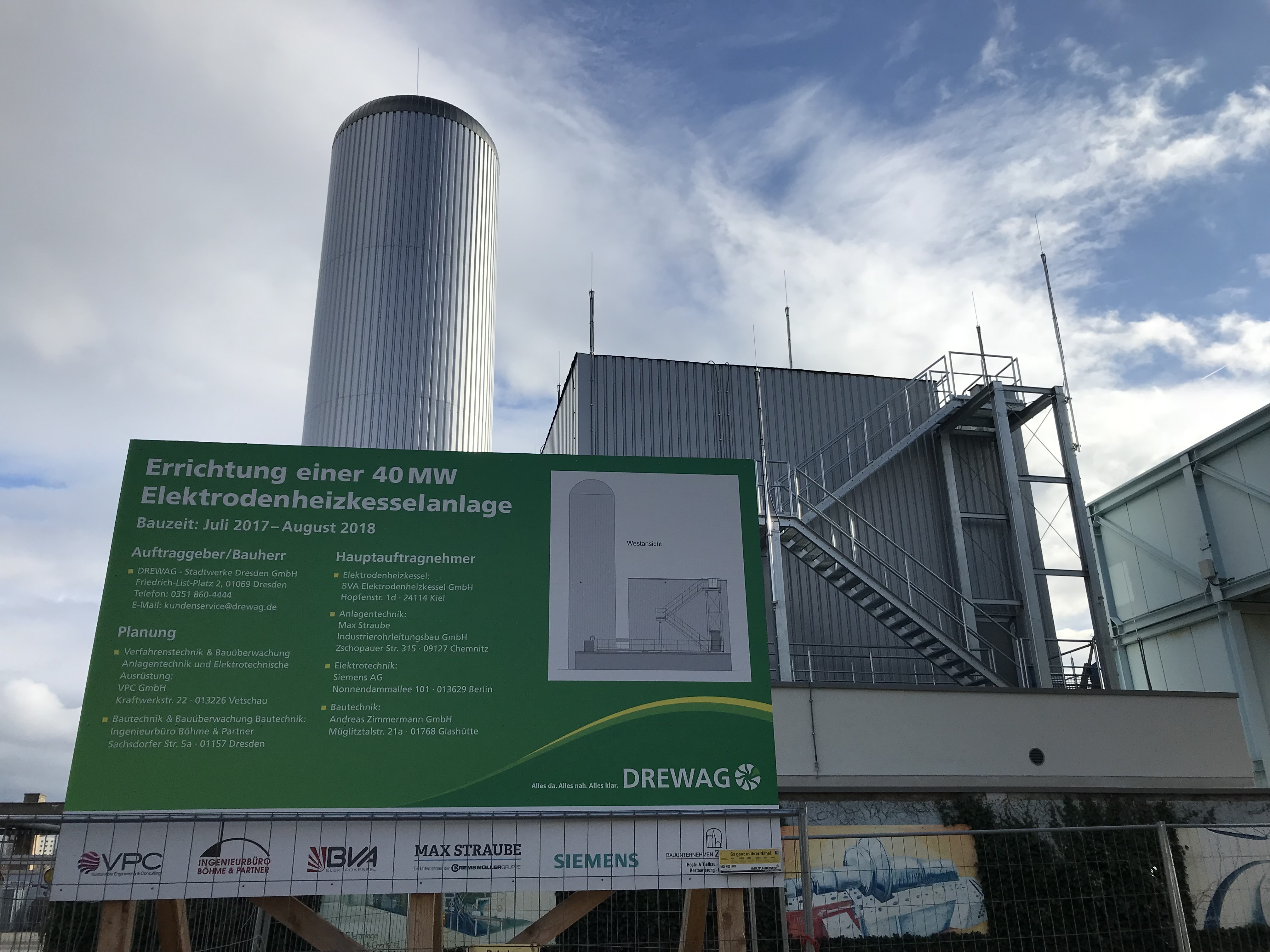
Elektrodenheizkessel am Heizkraftwerk Nossener Brücke in Dresden

Der Elektrodenkessel dient zur Erzeugung von Warmwasser, Heißwasser oder Dampf mittels direkt auf eingespeistes Wasser einwirkender elektrischer Energie. Der Kessel wird mit Wechselstrom betrieben. Wechselspannung wird an zumeist 3 Elektroden ("Drehstrom") angelegt, diese stehen direkt mit dem Kesselwasser in Kontakt. Der Fluss von elektrischem Strom durch das Wasser selbst erhitzt dieses direkt. Nicht verwendet werden im Elektrodenkessel hingegen Widerstandsheizelemente.

## Bauformen und Regelung

### Wassererwärmung
Wie bei der Elektrolyse werden unter Spannung stehende Elektroden direkt in Kontakt mit Wasser gebracht, jedoch werden diese nicht mit Gleich-, sondern mit Wechselspannung beaufschlagt. Dadurch kann die eigentliche Elektrolyse verhindert werden und es entsteht keine elektrolytische Zerlegung des Wassers in Wasserstoff und Sauerstoff. Es passiert eine reine elektrische Widerstandsbeheizung des Wassers. Die Regelung erfolgte früher bei gewissen Anlagentypen durch Zugabe von leitfähigkeitserhöhenden Substanzen wie Salzen und Zugabe von entsalztem Wasser, um die Leistung zu reduzieren; diese Verfahren sind jedoch nur langsam regelbar.
Die alternative, gebräuchlichere Methode ist die Regelung durch Variieren der Elektrodenbedeckung durch Ändern des Wasserstandes, entweder durch mechanische Elemente (Überlaufrauf, Ablaufklappe) oder durch den Dampfdruck, der bei steigender Temperatur den Flüssigkeitsstand nach unten drückt und die Elektroden nicht mehr bedeckt sind. Dies erfordert, dass Wasser unten ein- und austreten kann. Entsprechend geformte Elektroden unterstützen die Regelung. 
In einem weiteren Regelungsverfahren, das vor allem zwischen 2005 und 2013 in Dänemark eingesetzt wurde und den Wasserstand konstant belässt, wird die Leistung geregelt, indem Kunststoffzylinder mechanisch über die Elektroden gefahren werden, um die Leistung durch die Abschirmung zu reduzieren. 

### Dampferzeugung
Bei der Bauform nach Sulzer werden Elektroden von einem nach unten gerichteten Wasserstrahl aus einer höher angeordneten Verteilerkammer getroffen. Der Strom fließt durch die Wasserstrahlen und ein Teil des Wassers verdampft. Bewegliche Abfangvorrichtungen sind im Gefäß angebracht, um die Wasserstrahlen bei Teillast abzufangen.
Bei einer weiteren Bauform treffen aus unteren Elektroden austretende Wasserstrahlen die darüberliegenden Gegenelektroden. Je höher die Wasser-Förderleistung, desto mehr Dampf wird erzeugt. Bei steigendem Dampfdruck wird die Förderleistung zurückgenommen.

## Spannungsversorgung
Die Kessel werden zumeist direkt mit Mittelspannung (0,69 bis 35 kV) beaufschlagt.

## Leistung
Die Elektrodenkessel werden für einen Leistungsbereich von 0,5 MW bis 90 MW gebaut. Bei größeren Leistungen werden mehrere Anlagen parallel geschaltet. Die Anlagen haben, wenn sie in Betrieb sind, immer eine Mindestleistung von rund 5 bis 10 % und sind in wenigen Sekunden bis auf 100 % der Leistung regelbar.

## Power-to-Heat
Elektrodenkessel stellen neben den deutlich effizienteren, aber in der Installation auch teureren Wärmepumpen eine Möglichkeit zur Realisierung von Power-to-Heat-Anlagen in Nah- und Fernwärmenetzen dar. Im Gegensatz zur Wärmepumpe ist ihr Wirkungsgrad bei knapp 100 % beschränkt, allerdings erreichen sie höhere Temperaturen und sind kompakter zu bauen. 

## Trivia
Mit einem identischen Funktionsprinzip, aber deutlich kleiner Leistung arbeiteten sehr einfache Tauchsieder, welche mit zwei in das Wasser getauchten Elektroden dieses aufgrund seines spezifischen Widerstandes direkt erhitzten. In der NVA benutzte Improvisationen wurden umgangssprachlich als Atomino bezeichnet. Das Prinzip des Wasserwiderstandes wurde auch zum Anfahren von Schleifringläufermotoren benutzt, indem Elektroden in Wasser eintauchten. Siehe Flüssigkeitsanlasser.